# Aligia manitou
Aligia manitou är en insektsart som beskrevs av Ball 1901. Aligia manitou ingår i släktet Aligia och familjen dvärgstritar. Inga underarter finns listade i Catalogue of Life.